# 猪名川町立白金小学校
猪名川町立白金小学校（いながわちょうりつ しろがねしょうがっこう）は、兵庫県川辺郡猪名川町白金にある公立小学校。